# Rosenkranzbruderschaft

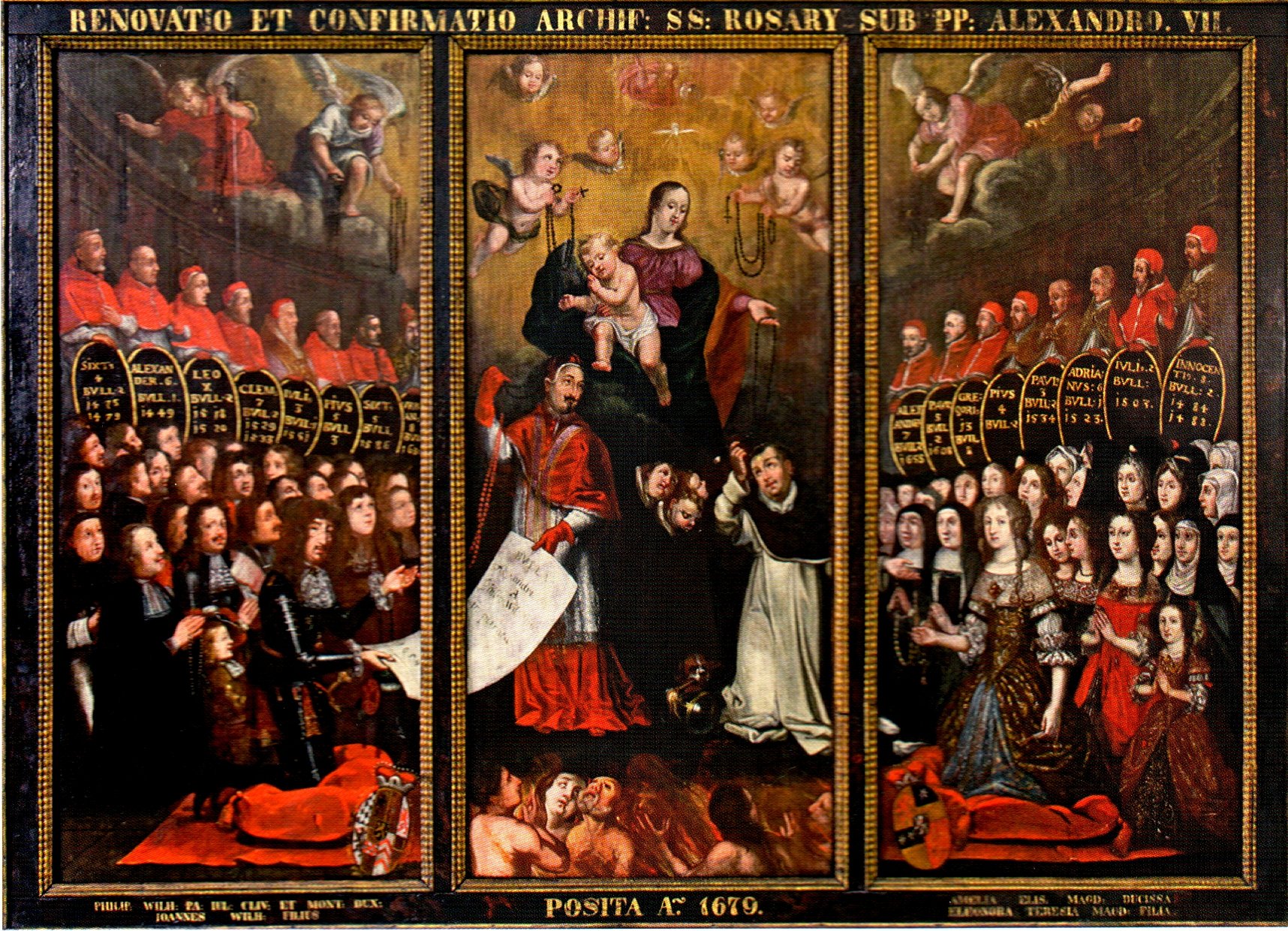
Triptychon der Rosenkranzbruderschaft in der Stiftskirche St. Lambertus in Düsseldorf, 1679

Aufnahmeschein der Bruderschaft des hochheiligen Rosenkranzes, um 1904

Die Rosenkranzbruderschaft ist eine von Dominikanern im 15. Jahrhundert gestiftete Gemeinschaft von Laien (Laienbruderschaft). Ihr Ziel ist die  Vertiefung der Frömmigkeit breiter Volksmassen durch das Rosenkranzgebet.

## Geschichte
Die erste Rosenkranzbruderschaft (Confratria Psalterii D. N. Jesu Christi et Mariae Virginis) wurde im Jahr 1468 im flandrischen Douai von dem Dominikanerpater Alanus de Rupe (* um 1428 † 1475), auch Alain de la Roche genannt, gestiftet, die zweite im Jahr 1475 in Köln von dem dominikanischen Inquisitor Jakob Sprenger (* 1436/38 † 1495) und dem späteren Bischof Michael Francisci de Insulis (* um 1435 † 1502), auch bekannt als Michel François oder Michael Franzen. Letzterer war zuvor im Rahmen seines Studiums 1461 Mitglied des Dominikanerkonventes Saint-Jacques in Paris und 1465 Mitglied des Konventes von Douai gewesen und an beiden Orten Schüler von Rupe.
Die Kölner Rosenkranzbruderschaft war die erste urkundlich bezeugte und in der Folgezeit größte deutsche Gemeinschaft dieser Art. Sie war eine egalitäre Gemeinschaft und insofern eine große Ausnahme in der damals streng nach Ständen gegliederten Gesellschaft, denn ihr gehörten Kaiser Friedrich III., seine Frau Eleonora und sein Sohn Maximilian I. ebenso an wie Bürger und Arme. Das gemeinsame Ziel war, so viele „Ave Maria“ zu beten wie möglich, bestenfalls 150 pro Woche. Von Köln verbreiteten sich die Rosenkranzbruderschaften rasch über Deutschland, Holland und Flandern.

## Rosenkranzbruderschaften

Triumphus Ss. Rosarii – Titelblatt einer Flugschrift mit der Einladung zum Rosenkranzgebet am Rosenkranzfest, im Besitz der Rosenkranzbruderschaft in Lindlar

- Erz-Rosenkranzbruderschaft von 1626, Oberostendorf
- Rosenkranzbruderschaft zum Herrn im Elend und zur unbefleckt empfangenen Mutter vom Sieg Wigratzbad
- Rosenkranzbruderschaft Aiterhofen, um 1680 entstanden[3]
- Rosenkranzbruderschaft Auerbach
- Rosenkranzbruderschaft Eggolsheim
- Rosenkranz-Gottes-Hülfe-Brüderschaft Stade von 1482
- Rosenkranzbruderschaft Dasing
- Rosenkranzbruderschaft an der Würzburger Marienkapelle
- Rosenkranzbruderschaft Landeck (Tirol)
- Rosenkranzbruderschaft des heiligen Nikolaus in Edenstetten von 1871. Bruderschaftsbücher vollständig erhalten.
- Rosenkranzbruderschaft Lindlar, bestand von ca. 1534 bis ca. 1858. Die Bruderschaftsbücher haben sich erhalten.